# Municipio de Texas (condado de Lee)
El municipio de Texas (en inglés: Texas Township) es un municipio ubicado en el condado de Lee en el estado estadounidense de Arkansas. En el año 2010 tenía una población de 383 habitantes y una densidad poblacional de 3,42 personas por km².

## Geografía
El municipio de Texas se encuentra ubicado en las coordenadas 34°51′12″N 90°51′24″O / 34.85333, -90.85667. Según la Oficina del Censo de los Estados Unidos, el municipio tiene una superficie total de 111.92 km², de la cual 111,78 km² corresponden a tierra firme y (0,12 %) 0,14 km² es agua.

## Demografía
Según el censo de 2010, había 383 personas residiendo en el municipio de Texas. La densidad de población era de 3,42 hab./km². De los 383 habitantes, el municipio de Texas estaba compuesto por el 64,75 % blancos, el 30,55 % eran afroamericanos, el 0,26 % eran amerindios, el 4,44 % eran de otras razas. Del total de la población el 4,44 % eran hispanos o latinos de cualquier raza.